# 比兰
比兰（西班牙語：Birán）是位于古巴东部奥尔金省马亚里区的一个小镇。由于古巴革命领导人菲德尔·卡斯特罗和劳尔·卡斯特罗分别于1926年和1931年在此出生而闻名。卡斯特罗兄弟的父亲安赫尔·卡斯特罗在那里拥有一座93平方公里的种植园。